# Salix udensis
Salix udensis, el sauce japonés, es una especie de sauce perteneciente a la familia de las salicáceas. Es originaria de Asia templada; Siberia, Rusia, China y, Japón.

## Descripción
Es un arbusto caducifolio, que alcanza un tamaño de 2,5 a 4 m de altura y hasta 5 m de ancho. Las yemas florales son gris plata, y luego aparecen anteras amarillas.

## Taxonomía
Salix udensis fue descrita por Trautv. & C.A.Mey. y publicado en Middend. Reise (Fl. Ochot. 81).
Etimología
Salix: nombre genérico latino para el sauce, sus ramas y madera.
udensis: epíteto
Sinonimia
- Salix fulcrata Andersson
- Salix mezereoides E. Wolf
- Salix oblongifolia Trautv. & Mey.
- Salix paramushirensis Kudo[3]